# سوزي إيمي
سوزي إيمي (بالإنجليزية: Susie Amy)‏ هي مدونة وعارضة وممثلة بريطانية، ولدت في 17 أبريل 1981 بلندن في المملكة المتحدة.

## وصلات خارجية
- سوزي إيمي على موقع IMDb (الإنجليزية)
- سوزي إيمي على موقع ألو سيني (الفرنسية)
- سوزي إيمي على موقع أول موفي (الإنجليزية)
- سوزي إيمي على موقع قاعدة بيانات الأفلام السويدية (السويدية)
- سوزي إيمي على موقع قاعدة بيانات الفيلم (الإنجليزية)
- سوزي إيمي على موقع كينوبويسك (الروسية)